# Джалгыз-Булак
Джалгыз-Булак (кирг. Жалгыз-Булак) — село в Кадамжайском районе Баткенской области Кыргызстана. Входит в состав айылного аймака Орозбеков.

## География
Село расположено в восточной части области, на расстоянии приблизительно 14 километров (по прямой) к юго-востоку от города Кадамжай, административного центра района. Абсолютная высота — 1618 метров над уровнем моря.

## Население
Согласно оценочным данным Национального статистического комитета Кыргызской Республики, численность населения села на начало 2023 года составляла 509 человек.
| год     | 2009 | 2014 | 2015 | 2020 | 2021 | 2023 |
| ------- | ---- | ---- | ---- | ---- | ---- | ---- |
| человек | 369  | 683  | 496  | 516  | 516  | 509  |